# Tosin Abasi
Oluwatosin Ayoyinka Olumide Abasi (Washington, 7 gennaio 1983) è un chitarrista statunitense, fondatore del gruppo musicale progressive metal Animals as Leaders.

## Biografia
È noto per il suo ampio uso del tapping e di chitarre a 8 corde.
Prima di formare gli Animals as Leaders, faceva parte inizialmente dei PSI e successivamente del gruppo musicale technical metalcore Reflux.
Dal 2011 è membro anche del gruppo T.R.A.M., formato dal chitarrista Javier Reyes (anch'egli componente degli Animals as Leaders), il batterista dei Suicidal Tendencies, Eric Moore, e l'ex-membro dei The Mars Volta, Adrián Terrazas González. Il nome del gruppo è formato dalle iniziali dei cognomi dei membri (Terrazas, Reyes, Abasi e Moore).

## Discografia

### Con i PSI
- 2002 – Virus

### Con i Reflux
- 2004 – Illusion of Democracy

### Con gli Animals as Leaders
- 2009 – Animals as Leaders
- 2011 – Weightless
- 2014 – The Joy of Motion
- 2016 – The Madness of Many
- 2022 – Parrhesia

### Con i T.R.A.M.
- 2012 – Lingua franca

### Con i Generation Axe
- 2017 – The Guitars That Destroyed the World: Live in China

### Collaborazioni
- 2011 – Darkest Hour – Terra Solaris (da The Human Romance)
- 2016 – Machine Drum – White Crown (da Human Energy)
- 2017 – Moses Sumney – Lonely World (da Aromanticism)
- 2020 – Tigran Hamasyan – Vortex (da The Call Within)